# Бускускан (река)
Бускускан (Баскускан) — река в Кемеровской области Россияи. Устье реки находится 32 км от устья реки Большой Бачат. Длина реки составляет 17 км.

## Данные водного реестра
По данным государственного водного реестра России относится к Верхнеобскому бассейновому округу, водохозяйственный участок реки — Иня, речной подбассейн реки — бассейны притоков (Верхней) Оби до впадения Томи. Речной бассейн реки — (Верхняя) Обь до впадения Иртыша.